# Hygrophila caerulea
Hygrophila caerulea är en akantusväxtart som först beskrevs av Ferdinand von Hochstetter, och fick sitt nu gällande namn av T. Anders.. Hygrophila caerulea ingår i släktet Hygrophila och familjen akantusväxter. Inga underarter finns listade i Catalogue of Life.